# Comitatul Bayfield, Wisconsin
Comitatul Bayfield, conform originalului din engleză,  Bayfield  County, este unul din cele 72 comitate ale statului american  Wisconsin. Sediul comitatului este localitatea Washburn.Conform recensământului din anul 2000, populația sa a fost 15.013 de locuitori.

## Demografie
|  | Graficele sunt indisponibile din cauza unor probleme tehnice. Mai multe informații se găsesc la Phabricator și la wiki-ul MediaWiki. |

Date: Wikidata - grafică realizată de Wikipedia